# Asian Spirit
A  Asian Spirit é uma companhia aérea das Filipinas.